# Rozhněvaní mladí muži
Rozhněvaní mladí muži  (anglicky Angry Young Men) byla anglická literární skupina, která vznikla v 50. letech 20. století.
Ve Velké Británii se výrazně projevila revolta mládeže, která v USA přerostla v Beat generaci, která poměrně dlouhou dobu ovládala nejen literární dění v USA a západní Evropě. Zrod tohoto žánru byl způsoben rozvojem universitního života v Anglii a poválečným odklonem od tradic.
Tito lidé nevytvořili žádnou skupinu, ani se nepokusili vytvořit nějaký program. Jedná se o nezávislé autory, kteří jsou spřízněni jednak generačně a jednak stylem psaní.
Jejich styl je silně levicový, kritizují konzumní společnost, britskou konzervativní morálku, zvyklosti a společenské konvence. Tyto jejich politické názory byly někdy považovány za extrémní, ale ve srovnání s pozdější beat generation to rozhodně nelze tvrdit.
Jejich dílo spojuje motiv - mladý hrdina, nejlépe čerstvý absolvent univerzity, má nastoupit do zaměstnání, kde má zahájit kariéru. To však odmítá, protože má odpor ke komerční společnosti. Hlavní hrdina nakonec se společností splyne a stane se tak součástí systému, který kritizoval.

## Hlavní představitelé a vybraná díla
- John Wain (1925–1994) – román Pospíchej dolů (Hurry On Down, 1953)[1][2][3][4]
- Kingsley Amis (1922–1995) – román Šťastný Jim (Lucky Jim, 1954)[1][2][3][4]
- John Braine (1922–1986) – román Místo nahoře (Room at the Top, 1957)[1][2][3][4]
- John Osborne (1929–1994) – drama Ohlédni se v hněvu (Look Back in Anger, 1956)[1][2][3]
- Alan Sillitoe (1928–2010)[2][3][4] - román V sobotu večer, v neděli ráno (Saturday Night and Sunday Morning, 1958)
- Arnold Wesker (1932–2016)[2][4]

## Další představitelé spojovaní s touto skupinou
- John Arden[4]
- Stan Barstow[4]
- Malcolm Bradbury (1932-2000)
- Edward Bond
- Thomas Hinde
- Stuart Holroyd[4]
- Bill Hopkins[3]
- Harold Pinter (1930-2008)[4]
- David Storey[4]
- Kenneth Tynan
- Keith Waterhouse[3][4]
- Colin Wilson[4]